# Earth and Sun and Moon
Earth and Sun and Moon – ósmy album studyjny australijskiej grupy rockowej Midnight Oil. Album został wydany w 1993 roku.

## Lista utworów
1. "Feeding Frenzy" (Peter Garrett, James Moginie)
2. "My Country" (Robert Hirst)
3. "Renaissance Man" (Moginie, Garrett, Martin Rotsey)
4. "Earth and Sun and Moon" (Moginie)
5. "Truganini" (Hirst, Moginie)
6. "Bushfire" (Garrett, Moginie)
7. "Drums of Heaven" (Hirst, Moginie, Garrett)
8. "Outbreak of Love" (Hirst)
9. "In the Valley" (Hirst, Moginie, Garrett)
10. "Tell Me the Truth" (Garrett, Moginie)
11. "Now or Never Land" (Garrett, Moginie)

## Twórcy albumu
- Peter Garrett: wokal
- Rob Hirst: perkusja, dalszy wokal
- Jim Moginie: gitara, keyboard
- Bones Hillman: bas, dalszy wokal
- Martin Rotsey: gitara